# Magny-les-Hameaux
Magny-les-Hameaux ist eine französische Gemeinde mit 9353 Einwohnern (Stand: 1. Januar 2022) im Département Yvelines in der Region Île-de-France. Sie gehört zum Arrondissement Rambouillet und zum Kanton Maurepas.

## Geographie
Magny-les-Hameaux liegt etwa 30 Kilometer südwestlich von Paris und etwa 12 Kilometer südsüdwestlich von Versailles am kleinen Fluss Mérantaise. Die Gemeinde gehört zum Regionalen Naturpark Haute Vallée de Chevreuse.
Umgeben wird Magny-les-Hameaux von den Nachbargemeinden Montigny-le-Bretonneux, Voisins-le-Bretonneux und Guyancourt im, Norden, Châteaufort im Osten, Milon-la-Chapelle und Saint-Rémy-lès-Chevreuse im Süden, Saint-Lambert-des-Bois im Westen und Trappes im Nordwesten.
Die Ortsteile von Magny-les-Hameaux sind: Magny, Cressely, Quartier de l’Hôtel de Ville, Croix aux Buis, Buisson, Buloyer, Romainville, Brouessy und Villeneuve, Gomberville sowie Bois des Roches.

## Geschichte
Der Ort Magny taucht als Malliacum ab dem 13. Jahrhundert in den Büchern auf. Verbunden ist die Geschichte des Ortes mit der heute nur noch als Ruine erhaltenen Abtei Port Royal des Champs, die 1204 begründet wurde und 1709 aufgelöst wurde bzw. 1710 auf königlichen Befehl zerstört wurde. Die Abtei war einer der wichtigsten Orte des Jansenismus.

## Sehenswürdigkeiten

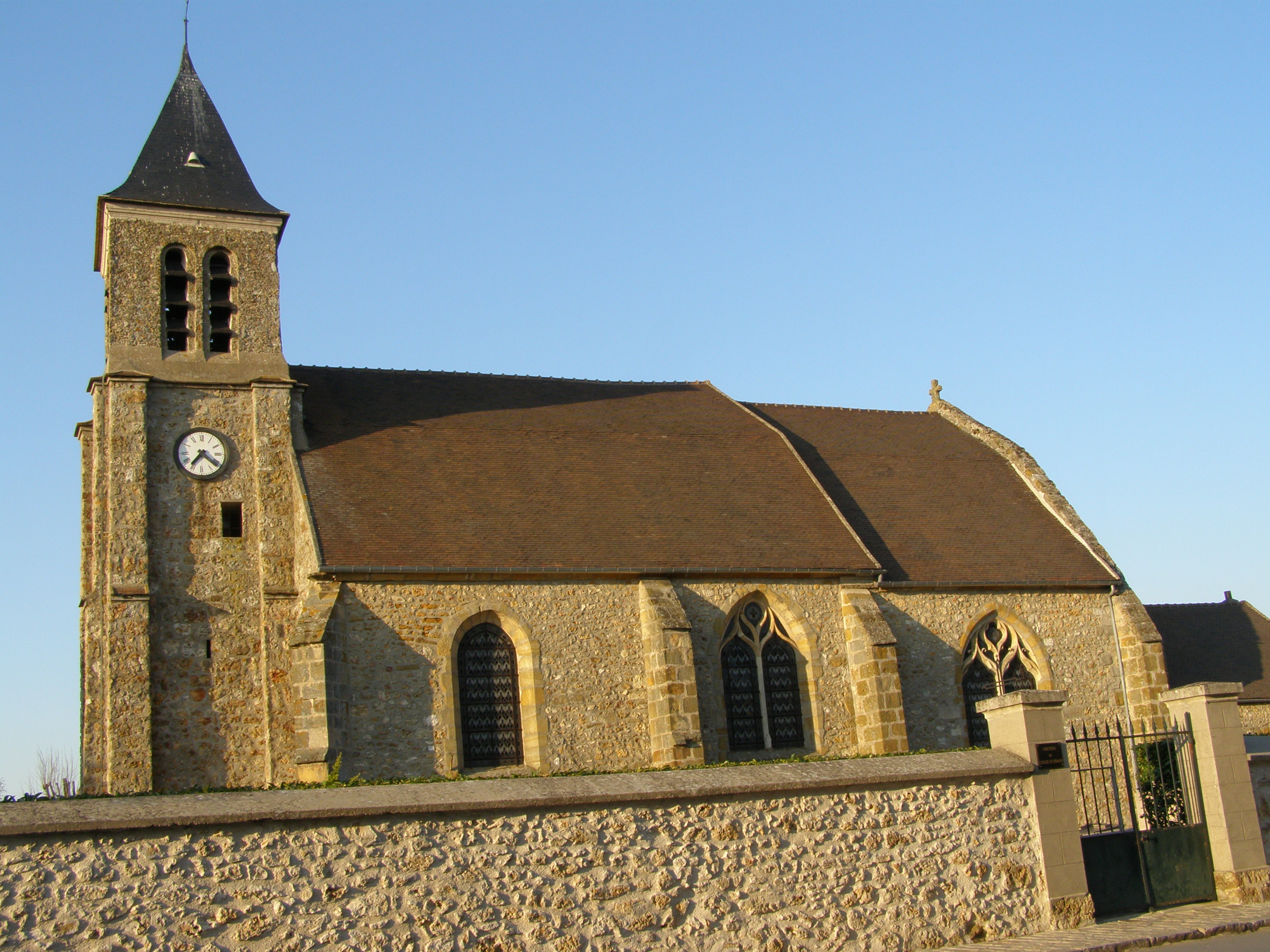
Kirche Saint-Germain

- Die Ruinen der Abtei Port-Royal des Champs, heute: Musée de Port-Royal des Champs
- Ruinen der Burg mit Bergfried (Donjon) aus dem 11. Jahrhundert
- Château de Brouëssy
- Kirche Saint-Germain aus dem 12. bis 15. Jahrhundert
- Porte de Mérantais

## Persönlichkeiten
- Albert Samain (1858–1900), Lyriker